# Pyebaek
Pyebaek is een gebruik op Koreaanse bruiloften, dat vroeger meestal een paar dagen na de officiële trouwceremonie werd gehouden met alleen familieleden van de bruidegom. Tegenwoordig vindt het ritueel echter vaak direct na de trouwceremonie plaats en zijn ook de ouders van de bruid en vrienden aanwezig. De gasten kunnen dan genieten van een buffet terwijl het pasgetrouwde stel met hun ouders dit ritueel uitvoert. Het is tevens het ultieme moment voor het schieten van foto's.
De ouders van de bruidegom nemen plaats achter een rijkgevulde tafel en het pasgetrouwde echtpaar neemt plaats aan de andere kant van de tafel. Bruid en bruidegom, gekleed in speciale hanbok, maken een diepe buiging. Deze buiging begint vanuit een staande positie en eindigt in een diepe buiging waarbij men de handen op de vloer plaats en het voorhoofd tegen de omhoog gekeerde handpalmen drukt.
De bruid biedt de ouders van de bruidegom kastanjes en jujube-fruit aan. Deze staan symbool voor kinderen. Vaak wordt er ook gedronken, waarbij de drank van keuze meestal cheongju zal zijn, maar soms wordt er ook soju geschonken. De bruid schenkt in voor haar schoonvader en de bruidegom voor zijn moeder. De beide ouders voorzien het pasgetrouwde stel van wijze raad en werpen hierna het echtpaar de kastanjes toe. Deze moet men zien op te vangen met het schort van de hanbok van de bruid.
Een hilarisch moment volgt nog, wanneer de bruidegom zijn bruid op zijn rug de zaal uit moet dragen.
Traditioneel werd de pyebaek-ceremonie alleen gehouden voor de ouders van de bruidegom, maar tegenwoordig nemen ook de ouders van de bruid plaats achter de tafel.